# Wesenberg
Wesenberg – miasto w Niemczech, w kraju związkowym Meklemburgia-Pomorze Przednie, w powiecie Mecklenburgische Seenplatte, wchodzi w skład Związku Gmin Mecklenburgische Kleinseenplatte.

## Współpraca
Miejscowość partnerska:
- Quakenbrück, Dolna Saksonia